# Provincia de Pathum Thani
Pathum Thani (en tailandés: ปทุมธานี) es una de las provincias centrales de Tailandia. Limita, en el sentido de las agujas del reloj, con las provincias de Ayutthaya, Saraburi, Nakhon Nayok, Chachoengsao, Bangkok y Nonthaburi.
Está situada al norte de Bangkok y es parte de la metrópolis de la capital. En muchas partes los límites entre las dos provincias son inapreciables. Se encuentra en los llanos aluviales del río Chao Phraya, que también fluye a través de la capital. Muchos canales (khlongs) cruzan la provincia y sirven para el riego de los arrozales.
El origen de la capital, Pathum Thani, se remonta al fundación por los Mon que emigraron de Mottama, en Birmania, alrededor de 1650. El nombre original fue Sam Khok. En 1815 el rey Rama II visitó la ciudad y los ciudadanos le ofrecieron muchas flores de loto, por lo que el rey cambió el nombre de la ciudad, llamándola Pathum Thani, que significa La Ciudad del Loto.
El emblema provincial muestra una flor de loto de color rosa con dos espigas de arroz que se inclinan sobre la misma. El árbol provincial es el coral de la India (Erythrina variegata), y la flor provincial el loto (Nymphaea lotus).

## Centros de educación superior y de investigación
Pathum Thani tiene una alta concentración de instituciones de educación superior, especialmente aquellas que abarcan los campos de la ciencia y la tecnología, además de parques industriales y muchos organismos de investigación (incluido el Parque de las Ciencias de Tailandia). También destacan el Museo Nacional de Ciencia, el Instituto Asiático de Tecnología, la Universidad de Bangkok, la Universidad de Pathumthani, la Universidad de Rangsit, la Universidad Tecnológica de Rajamangala, la Universidad Shinawatra, la Universidad de Thammasat, la Agencia Nacional de Ciencia y Desarrollo Tecnológico y el Instituto de Tailandia de Recursos Científicos y Teconológicos.

## División administrativa
La provincia se divide en 7 distritos (amphoe), que a su vez se subdividen en 60 comunas (tambon) y 529 aldeas (muban).
| 1. Mueang Pathum Thani 2. Khlong Luang 3. Thanyaburi 4. Nong Suea | 1. Lat Lum Kaeo 2. Lam Luk Ka 3. Sam Khok |